# ソフィー・ケネディー・クラーク
ソフィー・ケネディー・クラーク（Sophie Kennedy Clark）は、スコットランドの女優、モデルである。ティム・バートン、スティーヴン・フリアーズ、ラース・フォン・トリアーといった監督たちと仕事をしてきた。

## 経歴
スコットランドのアバディーンに生まれた彼女は、歌手で女優のフィオナ・ケネディを母親に持つ。16歳の頃に寄宿学校を中退したのち、ニューヨークで演技を勉強した。
2010年、テレビドラマ『Single Father』に出演。2012年、『ダーク・シャドウ』でジョニー・デップと共演する。2013年の『あなたを抱きしめる日まで』では、主人公の若い頃を演じた。同年、ラース・フォン・トリアー監督の『ニンフォマニアック』に出演する。

## フィルモグラフィー

### 映画
- ダーク・シャドウ（2012年）
- あなたを抱きしめる日まで（2013年）
- ニンフォマニアック（2013年）
- アサイラム 監禁病棟と顔のない患者たち（2014年）

### テレビ
- Single Father（2010年）
- Black Mirror（2011年）